# Loma de Ucieza
Loma de Ucieza település Spanyolországban, Palencia tartományban. Loma de Ucieza Saldaña, Villasila de Valdavia, Villanuño de Valdavia, Bárcena de Campos, Castrillo de Villavega, Villasarracino, Valde-Ucieza, La Serna és Quintanilla de Onsoña községekkel határos. Lakosainak száma 193 fő (2024).

## Népesség
A település népessége az elmúlt években az alábbi módon változott:
| Lakosok száma | 315  | 298  | 278  | 272  | 262  | 236  | 208  | 195  | 189  | 193  |
|               | 2001 | 2004 | 2007 | 2009 | 2012 | 2014 | 2017 | 2019 | 2022 | 2024 |